# Bondarichacultuur
De Bondarichacultuur (Russisch: Бондарихинская культура, Bondarichinskaja koeltoera) is een archeologische cultuur van de late bronstijd en vroege ijzertijd (11e-9e eeuw v.Chr.), verspreid van de linkeroever van de Dnjepr tot de boven- en middenloop van de Severski Donets, en in het oosten en noordoosten tot het Don-bekken en de midden-Oka. Ze werd voor het eerst beschreven in de jaren 50 van de 20e eeuw door V. A. Iljinskaja. De cultuur is bekend door haar onversterkte en versterkte nederzettingen, begraafplaatsen, depots en strooivondsten. De woningen zijn zowel (semi-)ondergrondse kuilwoningen als bovengronds. Begrafenissen worden vertegenwoordigd door grafvelden met de overblijfselen van crematies en enkele grafheuvels. De crematieresten werden bijgezet in urnen of kleine grondkuilen.
De cultuur is vernoemd naar een site bij de nederzetting Bondaricha nabij de stad Izjoem aan de Severski Donets, ontdekt in de 20er jaren van de 20e eeuw door Nikolaj Sibiljov. In 1951 werden opgravingen uitgevoerd door Dmitri Telegin, en in 1953 door Iljinskaja.
De cultuur ontstond op basis van de Marjanovkacultuur en de nederzettingen van het Maloboedkovski-type, onder directe invloed van de Pozdnjakovo- en Berezjnovo-Majovski-varianten van de Sroebnacultuur. De nederzettingen bevonden zich voornamelijk op kleine verhogingen in de uiterwaarden of lage delen van rivieroevers. In een later stadium van de cultuur verschenen versterkte nederzettingen. De meest bestudeerde nederzettingen van de Bondarichacultuur zijn Bondaricha, Malye Boedki, en Stoedenok.
In het westen grensde de Bondarichacultuur aan de Lebedevkacultuur, in het zuiden aan de Belogroedov- en Tsjornolisculturen. De cultuur diende in de Dnjepr-bossteppe als basis voor de vorming van de linkeroeverculturen van de Scythische periode.

## Cultuur
De woningen bestonden uit (semi-)rechthoekige eenkamerige, minder vaak tweekamerige bouwwerken, zowel gedeeltelijk ondergronds als op grondniveau, met een constructie van houten raamwerken en pilaren. In het midden van de woning bevond zich een haard, bedekt met stenen. De begraafplaatsen worden vertegenwoordigd door vlakgraven, die zich bevinden op duinheuvels in de uiterwaarden van rivieren of aan de rand van het rivierterras boven de uiterwaarden in de onmiddellijke nabijheid van de nederzetting.De overledenen werden gecremeerd en de resten werden in urnen of grondkuilen gedeponeerd.  In enkele gevallen werden grafheuvels opgeworpen. Er zijn maar weinig gevallen van inhumatie bekend. Heel  en opzettelijk gebroken vaatwerk of fragmenten van aardewerk werden gebruikt als grafgiften.
Het aardewerk wordt voornamelijk vertegenwoordigd door hoge potten met een wijde hals en een kleine platte bodem. De decoratie bestond uit putjes met verschillende vormen, kamstempelversieringen, en banden van stokafdrukken die ornamenten  in de vorm van "druiventrossen" vormen. Net als bij het sroebna-aardewerk zijn er schematische tekens waarin onderzoekers een primitief pictografisch schrift zien. Hun betekenis is nog niet ontcijferd. Gereedschappen en wapens van steen worden vertegenwoordigd door een verscheidenheid aan dissels, graanmaalstenen, raspen, gietmallen, vuurstenen pijlpunten met dubbelzijdige retouchering, sikkels en sikkelinzetstukken, messen en schrabbers. Bronzen voorwerpen zijn klein in aantal, voornamelijk vertegenwoordigd door messen en priemen. Bewijs van bronsgieten is te vinden in smeltkroezen, slakken en gietmallen. In een later ontwikkelingsstadium verschenen verspreid ijzerproducten, die getuigen van het voortleven van de stammen van de Bondarichacultuur tot het begin van de ijzertijd.
De basis van de economie werd gevorm door het fokken van runderen, kleine herkauwers en varkens, aangevuld met landbouw. Men verbouwde gierst, gerst, tarwe, rogge en erwten. De jacht speelde een belangrijke rol.

## Etniciteit
Het bepalen van de etniciteit van de stammen van de Bondarichacultuur wordt bemoeilijkt door het ontbreken van schriftelijke bronnen. In de werken van Gimbutas, Artamonov en Rybakov wordt gepleit voor een proto-Baltische oorsprong van de Bondaricha-stammen. De belangrijkste methode om de etniciteit te bepalen is de aanwezigheid van oude Baltische hydroniemen in het gebied van de Bondarichacultuur.